# BMW 501/502
BMW 501 – luksusowy samochód osobowy produkowany pod marką BMW w latach 1952–1958. Po raz pierwszy został zaprezentowany podczas Frankfurt Motor Show w roku 1951. Był to pierwszy pojazd produkowany przez BMW po II wojnie światowej. Do napędu początkowo używano benzynowych silników R6, od 1954 roku dostępna była także jednostka V8. Napęd przenoszony był na oś tylną poprzez 4-biegową manualną skrzynię biegów. Produkcji 501 i 502 zaprzestano w roku 1958, pochodne produkowano do roku 1963. W Niemczech BMW 501 i 502 otrzymały od kształtu karoserii przydomek Barockengel (z jęz. niem. "barokowy anioł").

## Geneza
Po II wojnie światowej produkcja w byłej fabryce BMW w Eisenach ruszyła ponownie już w 1945 roku; zakład opuszczały przedwojenne modele. Eisenach znajdowało się jednak w sowieckiej strefie okupacyjnej, toteż pojazdy produkowane były nie przez BMW AG, a radziecki zakład Autovelo. Mimo to samochody te charakteryzowały się oznaczeniami BMW, jako takie też były sprzedawane.
W międzyczasie byłe BMW AG uruchomiło produkcję na dużo mniejszą skalę, rozpoczęła się ona od wytwarzania donic i mis, w późniejszym czasie przeszła do sprzętu domowego i rowerów. Ostatecznie za zgodą amerykańskich władz okupacyjnych i przy finansowaniu ze strony banków, które za sprawą przejęcia sądowego stały się właścicielami BMW, w 1948 roku rozpoczęto montaż motocykli. Pod koniec lat 40. Autovelo zmieniło nazwę na EMW (Eisenacher Motoren Werke).
Kurt Donath, dyrektor techniczny BMW oraz dyrektor generalny fabryki Milbertshofen, nakłaniał różnych producentów (m.in.: Forda oraz Simcę) do produkcji pojazdu na licencji. Szukano samochodu dostępnego na rynku od kilku lat, by razem z licencją otrzymać oprzyrządowanie.
W tym samym czasie główny inżynier BMW, Alfred Böning, stworzył prototyp małego samochodu osobowego. Pojazd otrzymał nazwę BMW 331, jako źródło napędu użyto motocyklowego silnika o pojemności 0,6 l, moc przenoszona była przez 4-biegową manualną skrzynię biegów na oś tylną. Nadwozie zaprojektował Peter Szymanowski, przypominało ono model 327 w mniejszej skali.
BMW 331 zostało zaprezentowane zarządowi, rozpoczęciu produkcji sprzeciwił się jednak dyrektor sprzedaży, Hanns Grewenig. Uważał on, że do BMW bardziej pasują duże luksusowe pojazdy, których produkcją firma zajmowała się przed wybuchem wojny. Ostatecznie zlecił on Böningowi i jego ludziom zaprojektowanie samochodu, który stał się później BMW 501.

## Rozwój
BMW 501 było w pełni nową konstrukcją opartą na ramowym podwoziu, w przednim zawieszeniu użyto dwóch ramion w kształcie litery A z drążkami skrętnymi, w tyle zastosowano ruchomy most napędowy z drążkami skrętnymi. Kierowanie odbywało się poprzez zębatkowy układ kierowniczy.
Podstawowym źródłem napędu był silnik R6 OHV M337 o pojemności 2,0 l i mocy maksymalnej 65 KM (48 kW), rozwinięcie przedwojennego M78 używanego w modelu 326.
Mechaniczna skrzynia biegów o czterech przełożeniach nie była zblokowana z silnikiem, umieszczono ją pomiędzy drugą a trzecią poprzecznicą ramy podwozia. Takie rozwiązanie wymuszało bardziej skomplikowane połączenie skrzyni z lewarkiem zmiany biegów zamontowanym w kolumnie kierownicy, skutkowało to mało precyzyjną pracą przekładni, osiągnięto jednak większą przestrzeń na nogi dla pasażerów przedniej kanapy.

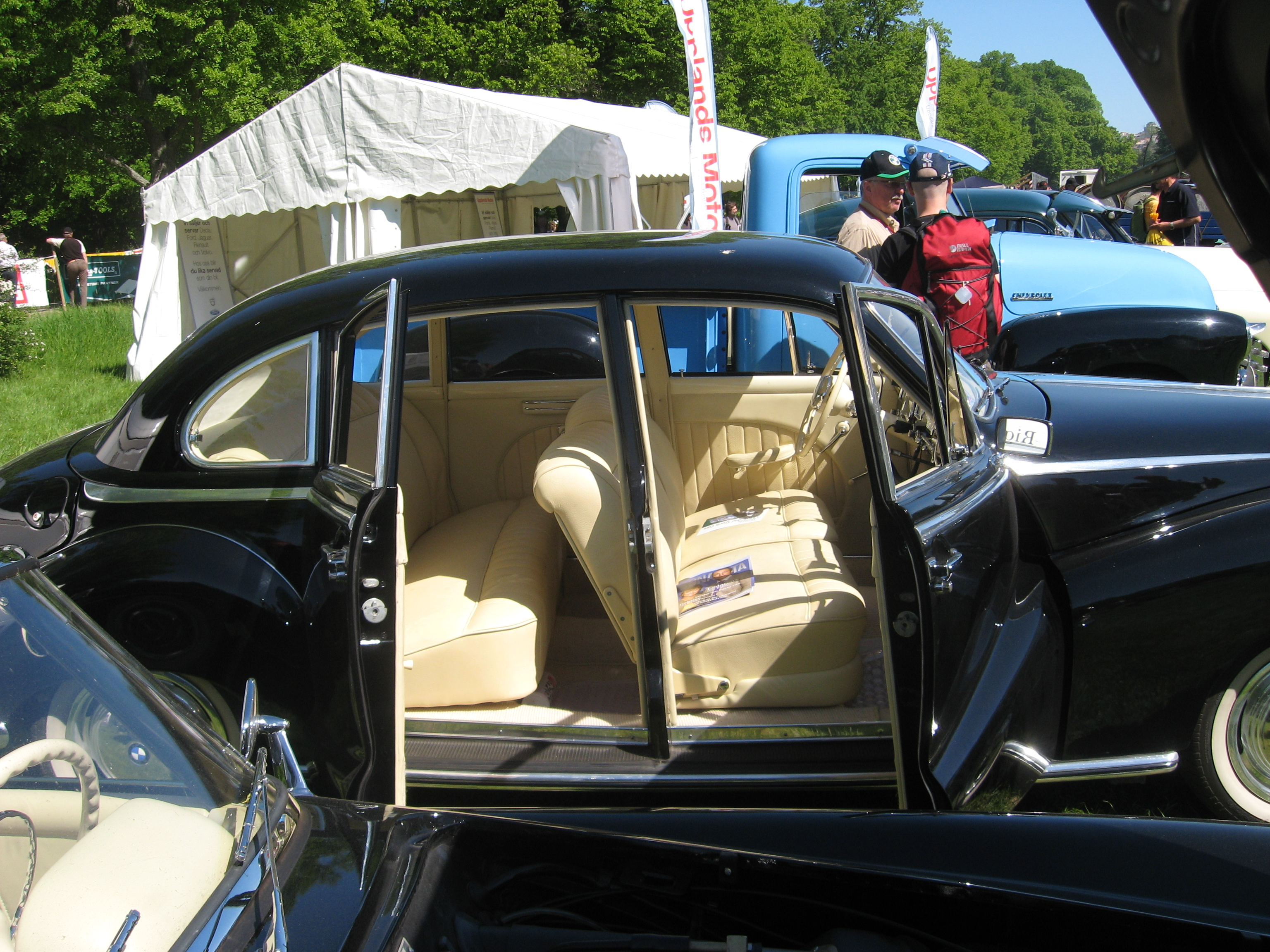
Wnętrze "barokowego anioła"

Nadwozie zaprojektował Peter Szymanowski. Po przedstawieniu prototypu, zarząd BMW zlecił Pininfarinie budowę alternatywnej wersji. Wariant Pininfariny był jednak zbyt podobny do Alfy Romeo 1900 sedan, toteż BMW pozostało przy wizji Szymanowskiego. Stalowe nadwozie było o wiele cięższe niż zakładał Szymanowski, masa własna wynosiła 1430 kg, ucierpiały na tym osiągi i dynamika pojazdu. Prędkość maksymalna wynosiła 135 km/h, przyspieszenie 0-100 km/h zaś około 27 s, były to wartości porównywalne do mniejszego Mercedesa W187 220.

## Początek produkcji

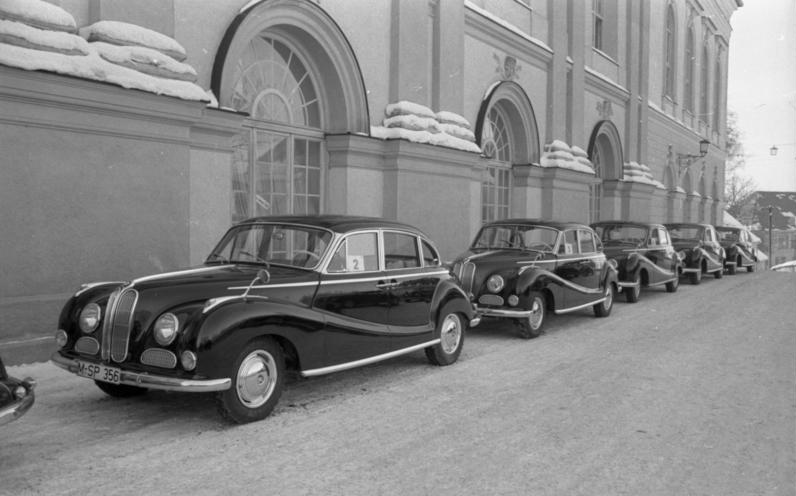
Kilka BMW 501, rok 1963

BMW 501 zostało zaprezentowane w kwietniu 1951 roku podczas Frankfurt Motor Show 1951. Pojazd wywarł wówczas pozytywne wrażenie na publiczności, głównie za sprawą solidnego wykonania i ekstrawaganckiego wyglądu nadwozia. Cena katalogowa wynosząca 15 000 marek niemieckich była czterokrotnie wyższa niż przeciętna wartość ówczesnego nowego samochodu. BMW 501 za sprawą zaokrąglonych kształtów karoserii otrzymało przydomek "Barockengel" (barokowy anioł).
Problemy rozwojowe spowodowały przesunięcie początku produkcji na koniec 1952 roku, jednak nawet wtedy BMW wciąż nie miało własnych tłoczarni do wytwarzania karoserii. Pierwsze 2045 4-drzwiowych nadwozi typu sedan wyprodukowała firma Karosserie Baur, zostały one dostarczone z zakładów Baura w Stuttgarcie do fabryki BMW w Monachium do dalszego montażu. Tysięczny egzemplarz 501 opuścił zakład BMW we wrześniu 1953 roku.
BMW 501 oraz pochodne modele produkowane w fabryce BMW wyposażone były wyłącznie w 4-drzwiowe nadwozia. Wersje coupé i kabriolet dostępne były na zamówienie, wykonywaniem karoserii zajmowała się firma Baur oraz Autenrieth.
W teście drogowym BMW 501 przeprowadzonym w marcu 1953 roku przez niemieckie czasopismo motoryzacyjne Auto- und Motorrad-Welt stwierdzono, że współczynnik oporu aerodynamicznego nadwozia ma wartość lepszą niż przeciętna, dobrze oceniono także komfort podróży oraz skuteczność układu ogrzewania kabiny pasażerskiej. Zmierzone średnie zużycie paliwa wynosiło 10,3 l/100 km.

## Dalszy rozwój BMW 501

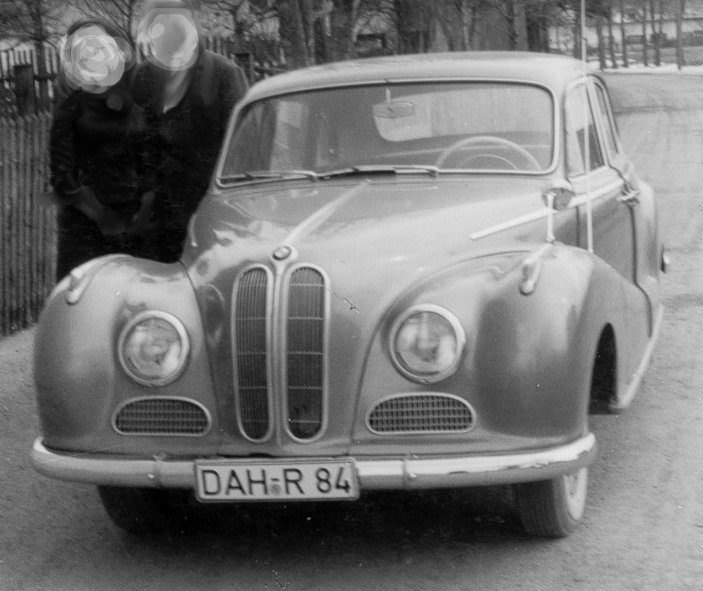
BMW 501 V8

Wersja 501A została wprowadzona w 1954 roku jako następstwo dla bazowej 501, cechowała się podobnym poziomem wyposażenia, cena katalogowa wynosiła jednak 14 180 marek niemieckich, 820 mniej niż w przypadku poprzednika. Wariant 501B był w zasadzie zubożonym BMW 501A, cena katalogowa była o 500 marek niemieckich niższa niż dla 501A. Obie nowe wersje używały lekko zmodernizowanego silnika M337, generował on teraz moc maksymalną 72 KM (53 kW).
Wiosną 1955 roku ponownie zmieniono oznaczenie modelu. 501A i 501B został zastąpione przez wersję 501/3 wyposażoną w ulepszony silnik M337 o objętości skokowej 2077 cm³. Równocześnie wprowadzono wariant 501 V8 ze słabszą wersją jednostki V8 2.6 z modelu 502. Produkcji 501/3 i 501 V8 zaprzestano w roku 1958, zmieniono wówczas oznaczenia modelu.

## BMW 502

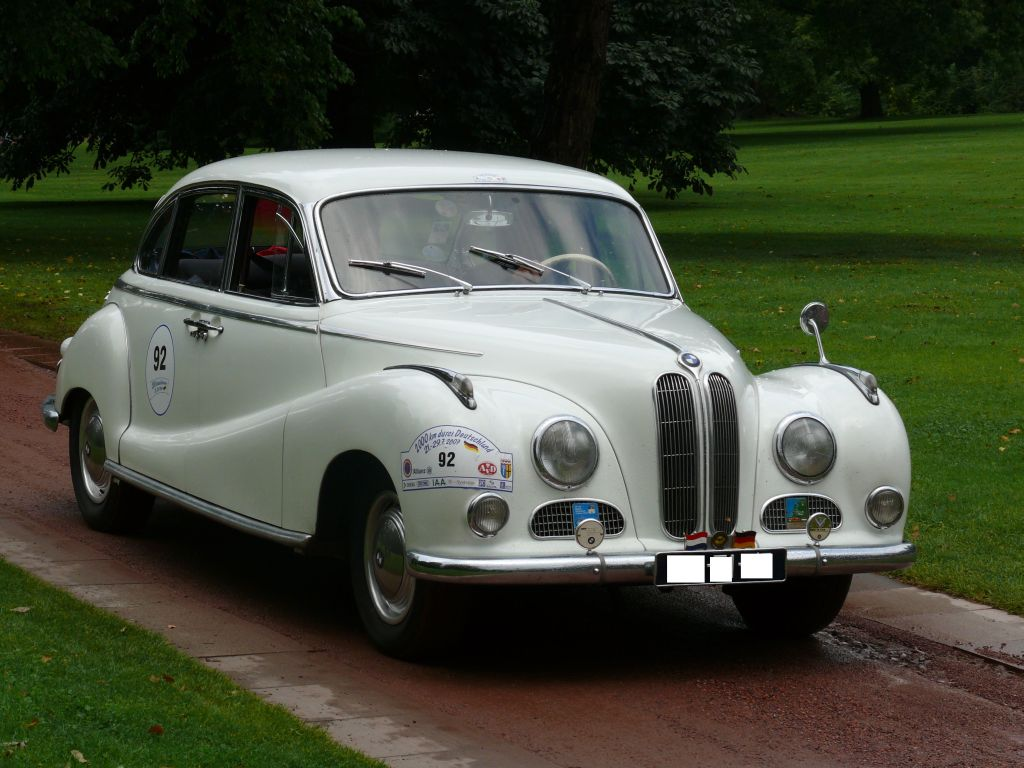
BMW 502 3.2

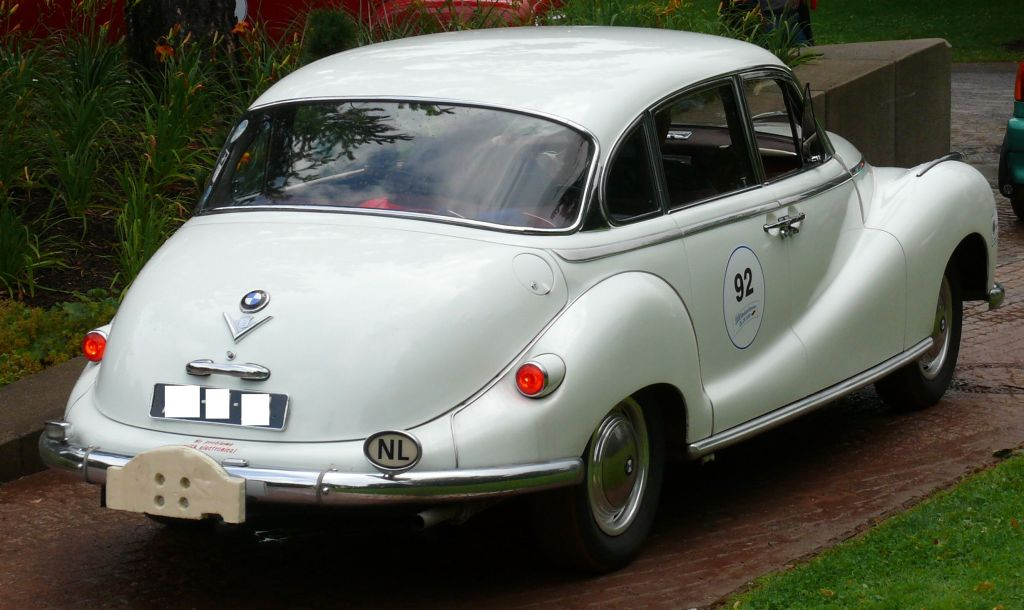
BMW 502 3.2

Jeszcze przed wybudowaniem pierwszego prototypu 501, Böning wyliczył, że sześciocylindrowy silnik będzie zbyt słabym źródłem napędu jak na tak duży samochód. Zaproponował zarządowi opracowanie nowych, większych i mocniejszych silników, które mogłyby napędzać przyszłe wersje pojazdu. Po otrzymaniu zgody, Böning rozpoczął prace nad jednostką V8 podobną do motoru Oldsmobile Rocket V8. Projektowany silnik cechował się rozrządem typu OHV. Jednostka BMW V8 charakteryzowała się blokiem wykonanym ze stopów aluminium z żeliwnymi tulejami cylindrowymi. Przy średnicy cylindra 74 mm i skoku tłoka 75 mm osiągnięto pojemność skokową 2580 cm³. Prace nad silnikiem zakończył Fritz Fiedler, który zastąpił Böninga na stanowisku głównego inżyniera w roku 1952.
Debiut silnika V8 miał miejsce podczas Międzynarodowego Salonu Samochodowego w Genewie 1954, jednostka ta była bazowym źródłem napędu dla nowego BMW 502. Pojazd używał tego samego podwozia co 501, plasował się jednak wyżej w gamie modeli BMW. Z mocnym i lekkim silnikiem V8 o mocy 100 KM (74 kW) zasilanym przez dwugardzielowy gaźnik był jednak o wiele szybszy. Prędkość maksymalna na poziomie 160 km/h była wyższa niż w przypadku debiutującego także w tym samym czasie Mercedesa W180 220a. W momencie uruchomienia produkcji BMW 502 był najszybszym sedanem produkowanym seryjnie na rynku niemieckim.
502 był pierwszym niemieckim powojennym samochodem osobowym napędzanym silnikiem V8, wysoka cena katalogowa 17 800 skutkowała niskim poziomem sprzedaży, w pierwszym roku produkcji sprzedano tylko 190 egzemplarzy.
502 od 501 można odróżnić przez więcej chromowanych akcentów nadwozia oraz bogatsze wyposażenie wnętrza. W wyposażeniu standardowym 502 znajdowały się także światła przeciwmgłowe oraz oddzielne przednie fotele. W roku 1955 zmieniono kształt tylnego okna.

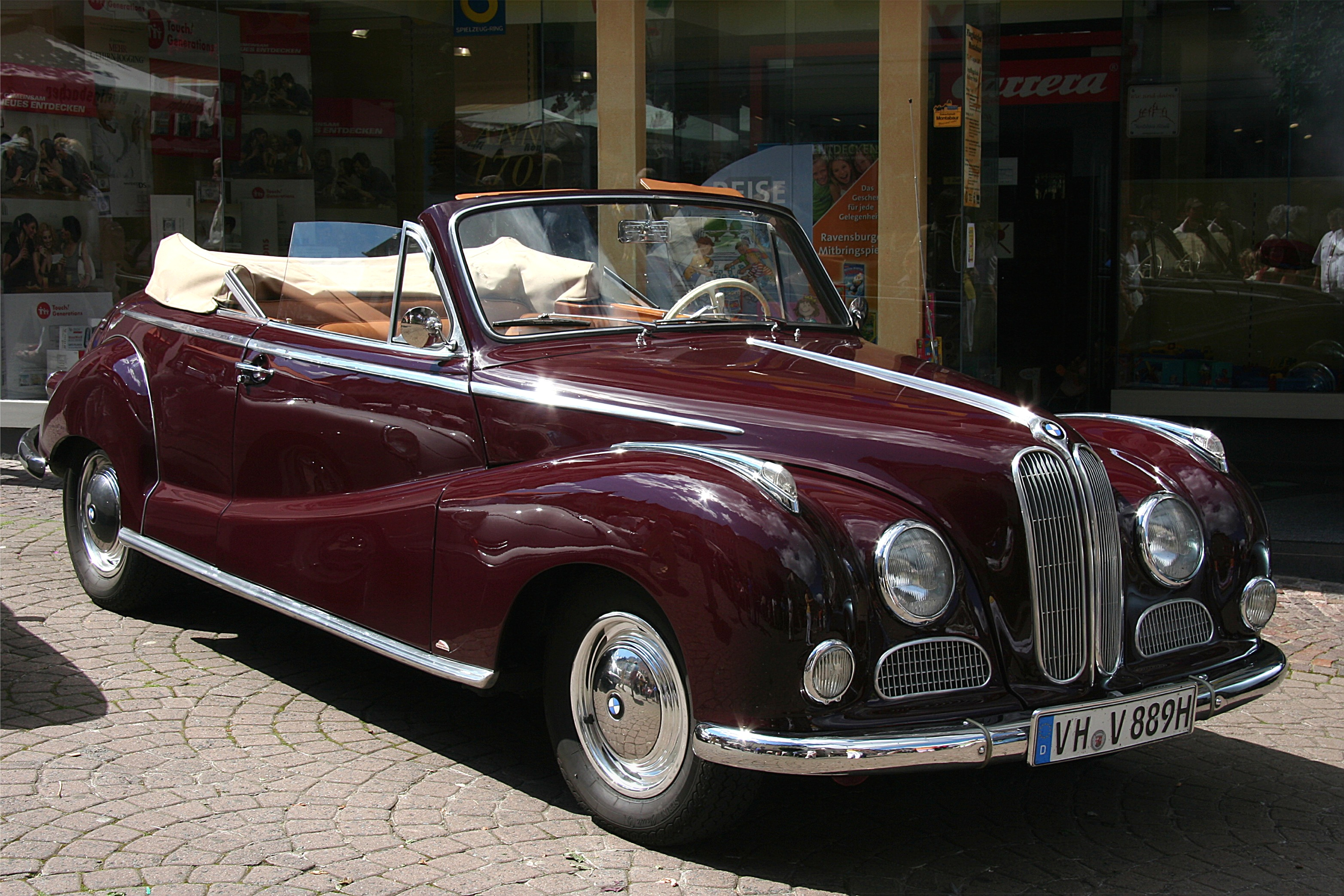
BMW 502 kabriolet, nadwozie Baur

W latach 1954–55 BMW oferowało także przerobione przez firmę Baur 502 z 2-drzwiowym nadwoziem typu kabriolet oraz coupé. Wersja sedan przerabiana bywała także na ambulans lub karawan.

### BMW 2.6 i 2.6 Luxus / 2600 i 2600L
Nazw 501 i 502 zaprzestano używać w roku 1958, 501 V8 przemianowano na BMW 2.6, 502 zaś na 2.6 Luxus. Pod tymi oznaczeniami pojazdy produkowano do 1961 roku, do tego czasu wprowadzono dwie istotne zmiany, wspomaganie kierownicy jako opcja od 1959 oraz hamulce tarczowe od 1960 roku.
W 1961 roku ponownie zmieniono oznaczenia modelu, 2.6 na 2600, 2.6 Luxus zaś na 2600L. Moc maksymalną silnika dla 2600L podniesiono do 110 KM (81 kW).

## BMW 3.2 i 3.2 Super / 3200L i 3200S
Udoskonaloną wersję silnika V8 zaprezentowano na Frankfurt Motor Show w roku 1955. Do 82 mm powiększono średnicę cylindra, poskutkowało to wzrostem pojemności skokowej do 3168 cm³. Podczas targów we Frankfurcie znalazł się on pod maską czterech samochodów BMW: kabrioletu 507, coupé 503, prototypowej limuzyny 505 oraz 3.2, była to zmodernizowana wersja 502. Silnik cechował się stopniem kompresji równym 7,2:1, była to wartość wyższa niż w przypadku bazowej jednostki V8 2.6 (7:1). W tej specyfikacji nowy motor generował moc maksymalną 120 KM (88 kW). Przełożenie główne zmieniono z 4,225:1 stosowanego z mniejszymi silnikami do 3,89:1, miało to zmniejszyć zużycie paliwa dla większych jednostek. Średnie zużycie paliwa dla silnika 3.2 w BMW 3200 wynosiło 15 l / 100 km.
W roku 1957 zaprezentowano wersję 3.2 Super z silnikiem wzmocnionym do 140 KM (100 kW). Produkcja wersji 3.2 i 3.2 Super trwała do roku 1961, od 1959 jako opcja dostępne było wspomaganie kierownicy, hamulce tarczowe na przedniej osi dostępne były dla wariantu 3.2 Super od października 1959, dla 3.2 zaś od 1960 roku.
W 1961 roku zmieniono oznaczenia z 3.2 i 3.2 Super na odpowiednio 3200L i 3200S. 3200L wyposażone było w silnik z pojedynczym gaźnikiem generujący moc maksymalną 140 KM (100 kW), 3200S cechowało się jednostką z podwójnym gaźnikiem, moc wynosiła 160 KM (120 kW) przy 5800 obr./min.
Produkcję zakończono w 1963 roku.

## Dane produkcyjne
| Seria                      | Lata produkcji | Liczba egzemplarzy |
| -------------------------- | -------------- | ------------------ |
| Pojazdy 6-cylindrowe       |                |                    |
| 501                        | 1952 – 1954    | 2125               |
| 501A & 501B                | 1954 – 1955    | 3327               |
| 501/3                      | 1955 – 1958    | 3459               |
| 501 V8 i pochodne          |                |                    |
| 501 V8 / 2.6 / 2600        | 1954 – 1962    | 5914               |
| 502 / 2.6 i pochodne       |                |                    |
| 502 / 2.6 Luxus / 2600L    | 1954 – 1962    | 3117               |
| 3.2 i pochodne             |                |                    |
| 3.2 / 3200L                | 1955 – 1962    | 2537               |
| 3.2 Super / 3200S          | 1957 – 1963    | 1328               |
| Coupé, roadster i pochodne |                |                    |
| 503                        | 1956 – 1959    | 412                |
| 507                        | 1956 – 1959    | 253                |
| 3200 CS                    | 1962 – 1965    | 603                |

## Dane techniczne
| Wersja                    | Silnik:                                        | Układ zasilania:          | Średnica × skok tłoka:    | Moc maksymalna:                     | Maks. moment obrotowy           | 0–100 km/h:               | V-max:                    | Śr. zuż. paliwa / 100 km: |
| Wersje sześciocylindrowe: | Wersje sześciocylindrowe:                      | Wersje sześciocylindrowe: | Wersje sześciocylindrowe: | Wersje sześciocylindrowe:           | Wersje sześciocylindrowe:       | Wersje sześciocylindrowe: | Wersje sześciocylindrowe: | Wersje sześciocylindrowe: |
| ------------------------- | ---------------------------------------------- | ------------------------- | ------------------------- | ----------------------------------- | ------------------------------- | ------------------------- | ------------------------- | ------------------------- |
| 501                       | R6 2,0 l (1971 cm³), 2 zawory na cylinder, OHV | gaźnik Solex 30PAAJ       | 66 × 96 mm                | 65 KM (48 kW) przy 4400 obr./min    | 129,5 N•m przy 2000 obr./min    | b/d                       | 125 km/h                  | b/d                       |
| 501A/B                    | R6 2,0 l (1971 cm³), 2 zawory na cylinder, OHV | gaźnik Solex 30PAAJ       | 66 × 96 mm                | 72 KM (53 kW) przy 4400 obr./min    | 130,5 N•m przy 2750 obr./min    | b/d                       | 145 km/h                  | b/d                       |
| 501/3                     | R6 2,1 l (2077 cm³), 2 zawory na cylinder, OHV | gaźnik Solex 30PAAJ       | 68 × 96 mm                | 72 KM (53 kW) przy 4500 obr./min    | 135 N•m przy 2500 obr./min      | b/d                       | 145 km/h                  | 9,5 l / 100 km            |
| Wersje ośmiocylindrowe:   |                                                |                           |                           |                                     |                                 |                           |                           |                           |
| 502 2.6                   | V8 2,6 l (2580 cm³), 2 zawory na cylinder, OHV | gaźnik Solex 30PAAJ       | 74 × 75 mm                | 100 KM (73,5 kW) przy 4800 obr./min | 180 N•m przy 2500 obr./min      | b/d                       | 165 km/h                  | 12,5 l / 100 km           |
| 502 3.2                   | V8 3,2 l (3168 cm³), 2 zawory na cylinder, OHV | gaźnik Zenith 32NDIX      | 82 × 75 mm                | 120 KM (88 kW) przy 4800 obr./min   | 209 N•m przy 2500 obr./min      | b/d                       | 170 km/h                  | 12,7 l / 100 km           |
| 3.2 Super                 | V8 3,2 l (3168 cm³), 2 zawory na cylinder, OHV | gaźnik Zenith 32NDIX      | 82 × 75 mm                | 140 KM (103 kW) przy 4800 obr/min   | 222 N•m przy 2000-4000 obr./min | b/d                       | 180 km/h                  | b/d                       |
| 2600L                     | V8 2,6 l (2580 cm³), 2 zawory na cylinder, OHV | gaźnik Solex 30PAAJ       | 74 × 75 mm                | 110 KM (81 kW) przy 4900 obr./min   | 182 N•m przy 3000 obr./min      | b/d                       | 165 km/h                  | 13,2 l / 100 km           |
| 3200S                     | V8 3,2 l (3168 cm³), 2 zawory na cylinder, OHV | gaźnik Solex 34PAITA      | 82 × 75 mm                | 160 KM (118 kW) przy 5800 obr./min  | 240 N•m przy 3600 obr./min      | b/d                       | 190 km/h                  | 11,7 l / 100 km           |